# Informatietechnologie
Informatietechnologie (IT) is een term binnen de informatica en behandelt een groot werkveld in de computertechnologie van hardware, software en computernetwerken. Daarnaast heeft IT ook subcategorieën zoals datawetenschap, databasemanagement, softwareontwikkelaars en informatie- en communicatietechnologie (ICT).

## ICT
Het begrip informatie- en communicatietechnologie, afgekort tot ICT, is geen synoniem voor IT maar wel onderdeel van IT. Naarmate jaren vorderden in de IT begonnen mensen ook digitaal te communiceren. ICT verwijst dan ook naar de technologieën die worden gebruikt om te communiceren en informatie uit te wisselen, zoals social media, chatbots, e-mail, informatiesystemen, telecommunicatie, kunstmatige intelligentie en het verzamelen van big data om nieuwe informatie te concluderen en te exploiteren.
Als gebruiker is er geen technische kennis nodig, maar het ontwerp vereist vaak een softwareingenieur met ondersteuning van technische informatica om de elektronica en software te combineren tot een werkend product. Dit gebeurt meestal voor bedrijven en de overheid.

## Geschiedenis
In de jaren 70 en 80 werden computers en software tot de IT gerekend. Later werd dit ICT, waar nu ook modems, netwerken en protocollen voor gegevensoverdracht en telefonie toebehoren. Door de groei van de beschikbare bandbreedte voor het internetprotocol is het communiceren veranderd. Telefonie vindt niet alleen meer via telefoonkabels plaats, televisie niet alleen maar via televisiekabels en radio wordt niet meer via de ether uitgestuurd. Al deze kanalen worden inmiddels ook via digitale gegevensstromen aangeboden. 
Ook het Nederlandse Ruimtelijk Planbureau dat het licht zag in 2007 definieerde IT en ICT als volgt: Onder informatietechnologie worden hardware-, softwareproducten en -diensten verstaan. Onder communicatietechnologie worden communicatieapparatuur en -diensten gerekend.

## Spelling
De woorden IT en ICT zijn initiaalwoorden en worden daarom zonder punten geschreven. De juiste spelling volgens het Groene Boekje is in hoofdletters. In een aantal vakpublicaties, zoals in de Computable, wordt ICT in kleine letters 'ict' geschreven.